# Wieszczy
Wieszczy (cunoscut și sub numele de Upier) este un vampir în folclorul polonez. Se crede că acționează ziua și doarme noaptea. Consumă o mare cantitate de sânge; de asemenea, pentru a se conserva, se crede că doarme într-o baie de sânge. Sunt activi de la amiază până la miezul nopții. Pot fi distruși numai prin intermediul focului. Când i se dă foc trupului, oamenii sunt atenți să omoare toate animalele sau insectele ce ies din ele, pentru că, o dată cu ele, să nu scape și sufletul vampirului. 